# 広島連続保険金殺人事件
広島連続保険金殺人事件（ひろしまれんぞくほけんきんさつじんじけん）は、1998年（平成10年）10月と2000年（平成12年）3月に広島県で発生した保険金殺人事件。

## 事件の概要
1998年10月、生コン会社の会社役員であった男Oは、広島県広島市佐伯区の会社敷地内で養父の頭を鈍器で殴り殺害。交通事故に装って保険金約6000万円を手に入れた。さらに2000年3月1日、Oは妻に睡眠導入剤入りのお茶を飲ませて風呂場で殺害、事故（水死）を装うために宇品港付近の海岸に遺体を遺棄。保険金300万円を手に入れた。

## 裁判
2005年（平成17年）4月27日、広島地方裁判所（岩倉広修裁判長）は「心の底から反省しているとは言い難い」として被告人Oを求刑通り死刑とする判決を言い渡す。2007年（平成19年）10月16日、広島高等裁判所（楢崎康英裁判長）はOによる控訴を棄却する判決を宣告した。2011年（平成23年）6月7日、最高裁判所第三小法廷（大谷剛彦裁判長）は「犯行態様は非情で刑事責任は極めて重大。死刑を是認せざるを得ない」としてO側の上告を棄却する判決を言い渡した。これにより、Oの死刑が確定した。
2022年（令和4年）9月27日時点で、Oは死刑確定者（死刑囚）として広島拘置所に収監されている。

## Oの息子の活動
被害者遺族と加害者家族の両面を有するOの息子（被害者である妻との間の息子）は、以下のようにたびたびメディアで採り上げられている。
まず、被害者遺族の立場から、弁護士会の死刑廃止シンポジウムにおいて「被害者遺族である自分が求めない加害者の死刑に意味があるのか。人の数だけ答えは違うと思う」とコメントしたり、大学の講義で「遺族が望まない死刑って何なのでしょう」と述べたりしている。
他方で、加害者家族の立場から、自身が人殺しの息子として差別を受けて非行に走った経験を基に、「差別の実態というものを知ってもらって、数あるうちのほんの一つかもしれないが、差別を行う人々の考えが変わることにつながればと思う」とコメントしている。